# Saint-Martin-Choquel
 Saint-Martin-Choquel  es una población y comuna francesa, situada en la región de Norte-Paso de Calais, departamento de Paso de Calais, en el distrito de Boulogne-sur-Mer y cantón de Desvres.

## Demografía
| 280 | 277 | 304 | 353 | 344 | 397 |
| Para los censos de 1962 a 1999 la población legal corresponde a la población sin duplicidades (Fuente: INSEE [Consultar]) |     |     |     |     |     |